# Spaulding (Illinois)
Spaulding – wieś w Stanach Zjednoczonych, w stanie Illinois, w hrabstwie Sangamon.